# Procheneosaurus

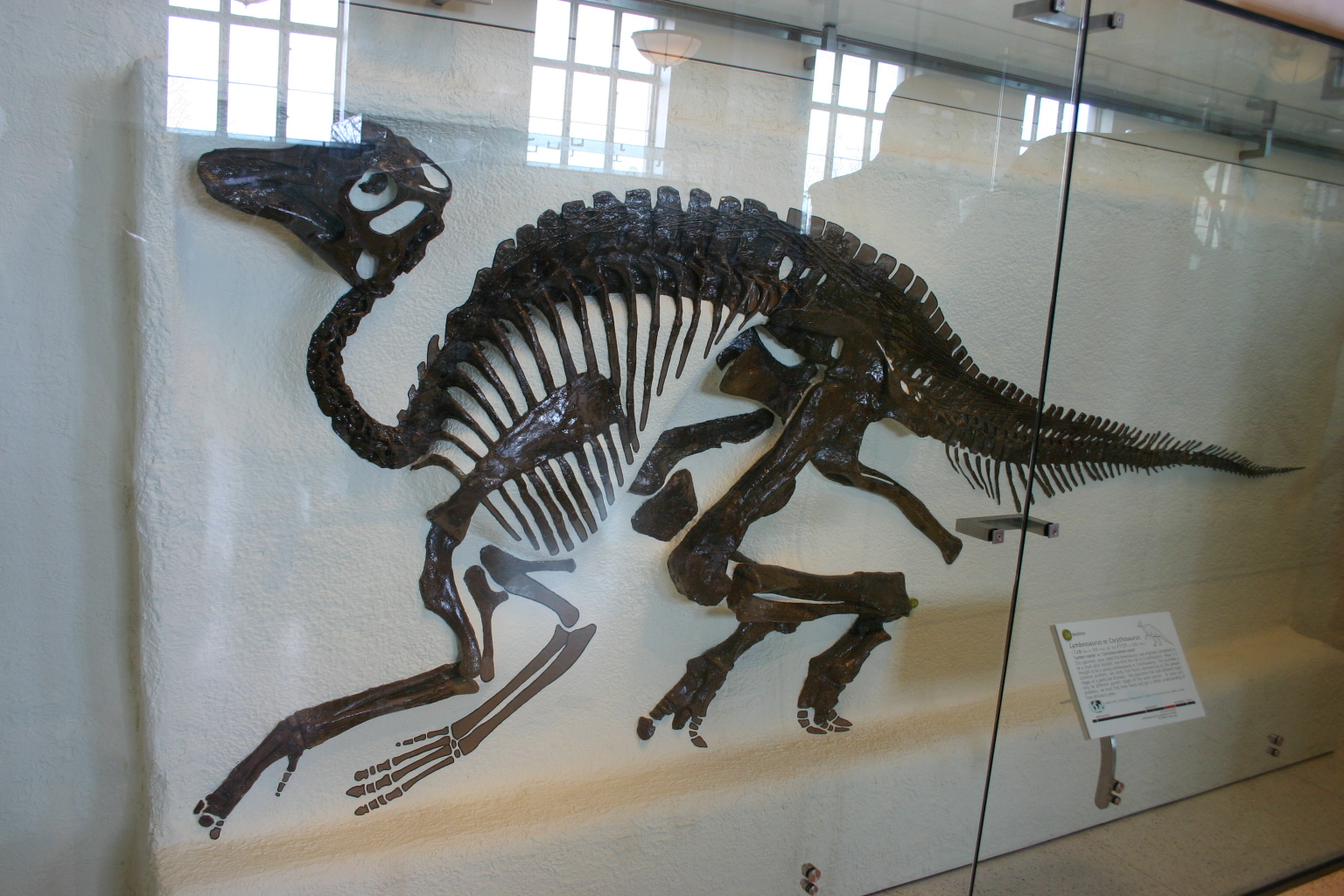
Un « Procheneosaurus » à l'American Museum of Natural History, peut-être un Lambeosaurus ou un Corythosaurus.

Procheneosaurus (signifiant « avant le genre Cheneosaurus ») est un ancien nom de genre de dinosaures aujourd'hui abandonné qui avait été créé après la découverte de petits crânes d'hadrosauridés avec de petits dômes au-dessus des yeux. On croit maintenant que ces restes appartiennent en fait à différentes espèces de juvéniles de plusieurs genres d'hadrosauridés à crête.
En 1975, Peter Dodson voulut les répartir entre les genres Corythosaurus et Lambeosaurus mais échoua. Des travaux ultérieurs montrèrent qu'y figuraient aussi des Hypacrosaurus. 
Le nom de Procheneosaurus est donc invalide. Cinq espèces ont été affectées à ce genre à un moment ou un autre: P. praeceps, P. cranibrevis et P. erectofrons tous d'Amérique du Nord.